# مصطفی مطر
مصطفی مطر (انگلیسی: Mostafa Matar؛ زادهٔ ۱۰ سپتامبر ۱۹۹۵) بازیکن فوتبال اهل لبنان است.
وی همچنین در تیم‌های ملی فوتبال زیر ۲۳ سال لبنان و لبنان بازی کرده‌است.